# أوتونوئي
أوتونوئي Autonoë هي في الميثولوجيا الإغريقية ابنة قدموس وهرمونيا و زوجة أرستائيوس وأم ماكريس و أم أكتائيون الذي قطعته كلابه عندما كان يراقب الإلهة أرتميس تسبح مع حورياتها
قطعت أوتونوئي مع أختيها إينو وأغوئي بنثيوس ابن أغوئي بعد أن أعماه ديونيسوس بسبب قدر عائلتها المؤلم تركت ثيفا و هاجرت إلى إيرينايئا في ميغارا.